# Neunkirchen (district Oostenrijk)
Het politieke district Bezirk Neunkirchen in de Oostenrijkse deelstaat Neder-Oostenrijk ligt in het oosten van het land, ten zuidwesten van de hoofdstad Wenen en grens aan de deelstaat Stiermarken. Het district bestaat uit een aantal gemeenten, die hieronder zijn opgesomd.

## Gemeenten en bijbehorende plaatsen
- Altendorf
- Aspang-Markt
- Aspangberg-Sankt Peter
- Breitenau
- Breitenstein
- Buchbach
- Bürg-Vöstenhof
- Edlitz
- Enzenreith
- Feistritz am Wechsel
- Gloggnitz
- Grafenbach-Sankt Valentin
- Grimmenstein
- Grünbach am Schneeberg
- Höflein an der Hohen Wand
- Kirchberg am Wechsel
- Mönichkirchen
- Natschbach-Loipersbach
- Neunkirchen
- Otterthal
- Payerbach
- Pitten
- Prigglitz
- Puchberg am Schneeberg
- Raach am Hochgebirge
- Reichenau an der Rax
- Scheiblingkirchen-Thernberg
- Schottwien
- Schrattenbach
- Schwarzau am Steinfeld
- Schwarzau im Gebirge
- Seebenstein
- Semmering
- Sankt Corona am Wechsel
- Sankt Egyden am Steinfeld
- Ternitz
- Thomasberg
- Trattenbach
- Warth
- Wartmannstetten
- Willendorf
- Wimpassing im Schwarzatale
- Würflach
- Zöbern